# 挪威羊角號
挪威羊角號，是挪威民俗樂器。具指孔可吹出旋律不同一般公羊號角（Billy Goat Horn），因此又稱羊角喇叭。製造材質通常取自五至七歲公羊羊角，原是高山夏季牧場的牧羊人發信號、管理牲畜或驅趕動物用途，後來鑿上指孔成為演奏樂器。
吹奏技巧分單簧跟最常見小號兩種方式，挪威男性演奏者卡爾·塞格林（Karl Seglem），以及參與迪士尼動畫電影《冰雪奇緣》配樂的女性後進西絲兒·摩根·古洛（Sissel Morken Gullord）等皆箇中翹楚。

## 外部連結
- . YouTube上的Karl Seglem頻道: Karl Seglem. 2013-02-10. （原始内容存档于2021-01-06）.
- . YouTube上的Sissel Morken Gullord頻道: Sissel Morken Gullord. 2014-09-24. （原始内容存档于2020-05-01）.